# Ebbe Parsner
Ebbe Vestermann Parsner (Copenaghen, 6 giugno 1922 – 24 ottobre 2013) è stato un canottiere danese.

## Palmarès

### Olimpiadi
- Argento a Londra 1948 nel due di coppia.

### Europei
- Oro a Amsterdam 1949 nel due di coppia.
- Oro a Milano 1950 nel due di coppia.